# زبير سويسي
زوبير سويسي. صحفي إعلامي عمل في عدة مؤسسات صحفية وتقلد مناصب ومدير عام يومية «لوصوار دالجيري» (Le soir d'Algérie) سابقا.
التحق بالحقل الإعلامي في عام 1966 بولوجه إلى طاقم جريدة النصر التي تصدر بقسنطينة. ثم نزح إلى يومية المجاهد فوكالة الأنباء الجزائرية.
له مؤهلات مهنية، تم تعيينه مديرا لمجلة الثورة الإفريقية. بعد أحداث 5 أكتوبر 1988 أسس زوبير سويسي مع زملاء له يومية ” لوصوار دالجيري “. وتم انتخابه على رأس المجلس الأعلى لأخلاقيات المهنة الصحفية.
حاور العديد من القادة الأفارقة اثناء تنقله مع الوفود الرسمية الجزائرية لتغطية الأحداث.

## المسيرة المهنية
بعد سنة 1988 التي عرفت الانفتاح في الساحة الإعلامية بمشاركته النوعية في النقاش حول حرية الصحافة في البلاد، بحيث تكللت بالتأسيس ليومية «لوسوار دالجيري» الذي سيرها لمدة أكثر من عشر سنوات برفقة صحفيين أخرين.
الكاتب-الصحفي زبير سويسي ولج عالم التأليف إذ هو صاحب روايتين «رؤوس الأيتام» و «مغامرات الحرباء».

## وفاته
توفي في اليوم الأربعاء 02 جوان 2021 عن عمر يناهز ال78 سنة بمدينة أليكانت الإسبانية” بعد مرض عضال.
وقدم وزير الاتصال، الناطق الرسمي باسم الحكومة، عمار بلحيمر، بتعازيه خالص عبارات التعازي والمواساة لعائلة الفقيد وللأسرة الإعلامية.

## وصلات خارجية
- (le soir d'algérie) Décès de Zoubir Souissi, membre fondateur du Soir d’Algérie L’adieu au doyen